# Ференці Руслан Іванович
Русла́н Іва́нович Фе́ренці (22 листопада 1981, Ужгород — 10 червня 2022, с. Богородичне) — сержант Збройних Сил України, учасник російсько-української війни, який загинув під час російського вторгнення в Україну.

## Життєпис
Народився 22 листопада 1981 року в м. Ужгороді на Закарпатті.
Навчався і здобув середню освіту в міській школі № 7 м. Ужгорода. Закінчив історичний та юридичний факультети УНУ. Учасник Революції Гідності. Був активним громадським діячем.
Двічі, в 2014—2017 роках, під час 2-ї та 6-ї хвиль часткової мобілізації, був призваний до Збройних Сил України. Захищав Україну на сході, нагороджений орденом «За мужність» III ступеня. Був одним з героїв фільму «Бої за „Промку“. Втрата.», який зняли журналісти Громадського телебачення.
Попри поранення та інвалідність, яку дістав у зоні проведення АТО, з перших днів російського вторгнення в Україну у лютому 2022 року знову доєднався до ЗС України. Був старшим стрільцем 4-го десантно-штурмового відділення 2-го десантно-штурмового взводу 5-ї десантно-штурмової роти 2-го десантно-штурмового батальйону 80 ОДШБр.
Був поранений, але після лікування в госпіталі знову повернувся на передову. Загинув 10 червня 2022 року в бою з російськими окупантами поблизу с. Богородичного Краматорського району Донецької області.
Залишилися батьки, брат, бабуся.
Похований на меморіалі «Пагорб Слави» цвинтаря «Кальварія» в м. Ужгороді.

## Нагороди
- орден «За мужність» II ступеня (01.07.2022, посмертно) — за особисту мужність і самовіддані дії, виявлені у захисті державного суверенітету та територіальної цілісності України, вірність військовій присязі[4].
- орден «За мужність» III ступеня (02.12.2016) — за особистий внесок у зміцнення обороноздатності Української держави, мужність, самовідданість і високий професіоналізм, виявлені під час виконання військового обов'язку, та з нагоди Дня Збройних Сил України[1].
- Хрест «За заслуги» ІІ ступеня (04.11.2016) — за вияв патріотизму, мужності та героїзму в обороні України від московсько-путінських окупантів[5].

## Вшанування пам'яті
У червні 2023 року в Ужгороді одну з вулиць названо його іменем.